# Lagoa (Azoren)
Lagoa is een plaats en gemeente in het Portugese autonome gebied en eilandengroep de Azoren.
De gemeente heeft een totale oppervlakte van 45 km² en telde 14.126 inwoners in 2001. Sinds 22 maart 2012 heeft Lagoa de status van Cidade.

## Plaatsen in de gemeente
- Água de Pau
- Cabouco
- Nossa Senhora do Rosário (Lagoa)
- Ribeira Chã
- Santa Cruz (Lagoa)